# イェルシ
イェルシ（イタリア語: Jelsi）は、イタリア共和国モリーゼ州カンポバッソ県にある、人口約1,800人の基礎自治体（コムーネ）。

## 地理

### 位置・広がり

#### 隣接コムーネ
隣接するコムーネは以下の通り。
- カンポディピエトラ
- チェルチェマッジョーレ
- ジルドーネ
- ピエトラカテッラ
- リッチャ
- トーロ

## 行政

### 分離集落
イェルシには、以下の分離集落（フラツィオーネ）がある。
- Case Sparse, La Carrera, Pagliaio di Facco, Piane, Sant'Urbano, Macchione